# Коттгайзерінг
Коттгайзерінг (нім. Kottgeisering) — громада в Німеччині, розташована в землі Баварія. Підпорядковується адміністративному округу Верхня Баварія. Входить до складу району Фюрстенфельдбрук. Складова частина об'єднання громад Графрат.
Площа — 8,21 км2. Населення становить 1590 ос. (станом на 31 грудня 2020).